# 無腦畸形
无脑畸形（英語：anencephaly）是胚胎发育期間，出現顱骨缺陷、及腦部發育不全的罕見先天性疾病，肇因於受精后第23至第26天内神经管出現缺陷，使其延髓末端无法闭合。雖然稱作「無腦」畸形，不過就算患者只是少了一部份的脑，例如端腦，也仍定義為無腦畸形。患者剩余下來的腦部结构通常只覆盖了一层薄膜，皮肤、骨、脑膜等皆無。絕大多數的情況下，患者於出生時已為死胎；即使在极少數在出生瞬間能存活下來的例外中，他們最多也只能存活幾天。

## 症状
美國國家神經系統疾病臨床醫學研究中心（NINDS）對於此疾病的描述如下：「無腦畸形症的嬰兒出生時，通常就已經是盲聾狀態，對於週遭環境無法感知，而且沒有痛覺。儘管有些無頭畸形個案在出生時擁有腦幹，但在永久缺乏能夠運作的大腦的情況下，患者能夠感知週遭環境的可能性將會被永遠地排除掉；反射動作，像是呼吸，或對聲音、觸碰的反應等，仍有可能會發生。」

## 診斷
無腦畸形能在出生前以超聲波掃瞄診斷出來。母體中的α-胎兒蛋白篩選及詳細的胎兒超聲波掃瞄，在篩選神經管缺陷（如脊柱裂和無腦畸形）時起著重大作用。

### 部份腦部缺損
這是比較稀有的類型，特徵是發育不全的顱骨、中度顱骨缺損，以及名為脑血管区的顱突出，Area cerebrovasculosa是由一截不正常的、海綿狀的血管組織、範圍由一層薄膜到一大片結締組織不等的膠質組織、出血性血管通道、膠質結節、和雜亂的脈絡叢所組成的。

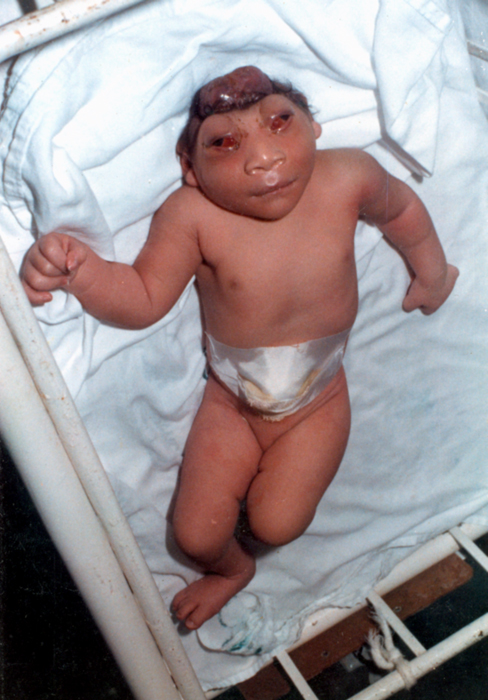
一个患有颅盖缺损和脑部缺损的婴儿

### 全腦缺損
這是三種無腦畸形之中最常見的一種。

### 顱骨脊椎裂畸形
這是最嚴重的無腦畸形類型，脑血管和髓质血管 將脊柱及顱骨缺損的位置完全填滿。其特徵是脊髓中的骨骼缺損及神經組織外露，因為顱骨無法形成。其機率為一千分之一，幸而各種物理及化學測試能把病徵在懷孕初期就給診斷出來。

## 預後
無腦畸形沒有任何治愈的方法，因此患者於預後必然死亡。多數的患者在胚胎時期就已經胎死腹中；而於出生時仍然存活的患兒則會在幾小時至幾天內，因心跳猝停而亡。在美國，能存活超過一年而又被記錄在案的案例僅有四宗。
在絕大部分的案例中，醫護人員不會向患無腦畸形的患者施予積極的復甦法，因此只能順其自然：通常在臨床上的做法就只有給患者補充水分、營養，以及施行緩和療法。

## 流行病學
在美国，无脑畸形发生的机率约为1万人中有一例；在中國大陆的机率估计1万人中有5人。研究表明女婴更容易受到这种疾病的影响。

## 倫理爭議

### 器官捐贈
其中一個關於無腦畸形的新生兒的爭議就是器官捐贈問題。使得立法規管開始的案例是發生於1992年的「嬰兒泰瑞莎案件」，此案中，器官捐贈的界線首次遭受考驗。由於嬰孩器官相當稀少，因此高需求的小兒器官移植就成為主要的公共健康問題。1999年，英國研究指出其國內兩歲以下死亡的案例中，有三成至五成的患者正等候器官移植。要使嬰孩的器官可以有效地進行移植，該器官內的血液循環就必須在運作途中，又或者是在血液循環剛剛停止的一段短時間內。然而這構成了法律及倫理上的問題。在美國，所有州份都有立法規定器官捐贈者必須於去世後方可把器官捐贈出去；利他目的的活體單邊腎臟及部分活肝組織移植除外。
在需求量極大的時代裏，有器官捐贈支持者認爲這樣可以讓適合捐贈的器官變得更多。在美國，每年估計需要400-500個嬰兒的心臟和腎臟，以及500-1,000個嬰兒的肝臟。因為無腦畸形的新生兒仍有局部運作中的腦幹，所以他們仍具有腦幹反射動作的能力，例如自主呼吸；也因為如此，患者無法被宣佈為腦死。
關於器官捐贈，在醫學界中最主要的道德問題是無腦畸形的誤診、滑坡謬誤，無腦畸形的新生兒很少成為器官的來源，而此會削弱人們對器官捐贈的信心。主要的問題都在於人類彼此之間道德觀念的批鬥。以無腦畸形作為例子，反對的聲音都源于擔心這會成爲強逼捐贈的先例，就例如一個被診斷為嚴重癡呆（腦退化）的老人因自己做不了決定就任由擺佈一樣。另一個爭論點是到底最後會有多少兒童受益。雖然現有的數據各有出入，然而可以確定的是，絕大多數無腦畸形的孩童在出生時就已成死胎。
目前已有提案以繞過器官捐贈中的法律及倫理問題，包括待捐贈者死亡後才進行器官摘除、為無腦畸形新生兒新增特別的法律類別、以及將他們定義為「非人類」。
在英國，無腦畸形的嬰兒會被視為全國家最年輕的器官捐贈者。Teddy Houlston于懷孕12周被診斷為無腦畸形，他的父母Jess Evans 和 Mike Houlston決定不墮胎而是讓Teddy成爲器官捐贈者。Teddy在2014年4月22日出生于加的夫，並生存了100分鐘，之後他的心臟和腎臟就被摘除。他的腎臟隨後被移植到加拿大利茲的一名成年人身上。Teddy的雙胞胎Noah則健康出生。

### 腦死亡
目前有四種判定腦死亡的方法：器官衰竭（心、肺）、全腦死亡、以及新皮質死亡。爭議點在於無腦畸形患者本身的新皮質已經死亡，他們不可能再回復及擁有意識，而那兩點是作為「人」的決定性因素；腦死亡患者是支撐著器官捐贈的一大來源。
新皮質死亡跟持續性植物狀態（通稱「植物人」）相近，大腦的認知功能皆已喪失。在法律學者David Randolph Smith的提案中，他試圖證明新皮質死亡跟腦死是一樣的，並以正电子发射计算机断层扫描（PET）測定相似性；不過他的論述遭受非議，指用PET診定新皮質死亡存在著不確定性。

### 終止懷孕
無腦畸形能在分娩前被診斷出來，而且準確性相當高。縱然無腦畸形是必死的，但能否終止懷孕仍要視乎當地相關法律。根據一份2013年的報告，全世界有兩成六的人所居住的國家是禁止墮胎的。於2012年，巴西把墮胎權擴展，使被診斷出懷有無腦畸形胚胎的母親有權選擇終止懷孕；然而這個決定受到了幾個宗教團體的強烈反對。